# 洺水之战
洺水之战，唐高祖武德五年（622年）正月至三月，在唐灭刘黑闼之战中，秦王李世民率军在洺水（今河北省曲周县东）击败刘黑闼的一次重要作战。
621年七月，刘黑闼起兵反唐，很快占据河北大部州县和河南部分地区，并先后击败淮安王李神通、曹州总管李艺和黎州总管李世勣等人所率唐军，严重威胁唐朝在河北地区的统治。十二月十五日，唐高祖命秦王李世民和齐王李元吉率兵讨伐刘黑闼，命李艺再次从幽州（治蓟县，今北京城西南）南下，两面夹击。
622年正月，李世民率军到达获嘉，刘黑闼多次以轻兵挑战失利，于是放弃相州（治安阳县，今河南省安阳市），退守洺州（治永年县，今河北省邯郸市永年区东南）。正月十四日，唐军收复相州，进军肥乡县，列营水边逼近刘黑闼军，李艺率軍数万至鼓城（今河北省晋州市），刘黑闼为防止两面作战，命左仆射范愿率万人守洺州，亲率主力北上迎击李艺。夜宿沙河（今河北省沙河县北沙河东），唐永年县令程名振带六十面大鼓，在洺州城西二里河堤上擂鼓，声震城中。范愿大惊，告知刘黑闼。刘黑闼急回洺州，派其弟刘十善和行台张君立将兵万人迎击李艺。正月三十日，双方在徐河（今河北省保定市东北）交战，刘十善、张君立大败，损兵八千人。洺水县人李去惑占据城池降唐。李世民派彭公王君廓率骑兵一千五，与他共同守城。
二月，刘黑闼攻打洺水城，二月十一日，至列人（今河北省肥乡县东北）时，被唐将秦叔宝击退。二月十七日，李世民收复邢州（治龙冈县，今河北省邢台市）。二月二十四日，李艺率軍夺回定州（治安喜县，今河北省定州市）、栾州（治今河北省隆尧县东）、廉州（治今河北省藁城县）、赵州（治平棘县，今河北省赵县）四州，抓获刘黑闼尚书刘希道，与李世民军会合于洺州。当时刘黑闼急攻洺水城。洺水四面环水，水宽五十余步，深三、四丈，刘黑闼在城东北修两条甬道准备攻城，李世民三次引兵增援，都因刘黑闼军顽强阻击不能进，眼看甬道即将修成，洺水城危在且夕，李世民于是登上城南高坟，用旗语令王君廓突围，同时派勇将行军总管罗士信率二百士卒进城，代其守城。刘黑闼军在甬道修成后，连续攻城八昼夜，大雪，唐军无法增援，洺水城于二月二十五日陷落，罗士信被杀。二月二十九日，李世民率军夺回洺水城。
三月，李世民和李艺在洺水以南扎营，并分兵驻守洺水以北，刘黑闼多次挑战，李世民均坚守不战，挫其兵锋，同时另派奇兵断其粮道，冀州（治信都县，今河北省冀州市）、贝州（治清河县，今河北省清河县西北）、沧州（治清池县，今河北省沧州市东南）、瀛州（治河间县，今河北省河间市）等州的水陆运粮舟车，都被唐军焚毁沉没，双方相持六十余日，李世民料定刘黑闼粮草已尽，必来决战，于是命人在洺水上游筑堰截断河水。三月二十六日，刘黑闼果然率领二万步骑兵南渡洺水，逼近唐营列阵。李世民先轻骑出战，继而亲率骑兵击破刘黑闼马军，乘胜用马践踏敌方步兵。刘率军拚死抵抗，战斗从中午持续到黄昏，刘黑闼和范愿率二百余骑逃走。这时，守吏決堰，河水疾速冲下，水深丈余，刘黑闼后军还在渡河，数千人淹死，万余人被杀。刘黑闼和范愿投奔突厥。唐朝尽复沦陷州县。